# Bronisław Gajewski
Bronisław Gajewski pseud. Bronek, Łysy (ur. 10 marca 1904 w Rydze, zm. 28 maja 1942 w lesie koło Magdalenki) – działacz komunistyczny, jeden z przywódców Stowarzyszenia Przyjaciół ZSRR.
Syn Stanisława, kolejarza. W 1915 zamieszkał wraz z rodziną na Ukrainie, gdzie ukończył szkołę podstawową. W wieku 15 lat uciekł z domu i przez rok walczył w szeregach czerwonych partyzantów przeciw oddziałom ukraińskim. W 1921 przeniósł się z rodziną do Warszawy, gdzie został ślusarzem. W 1923 odbywał służbę wojskową. W 1930 wstąpił do Związku Zawodowego Robotników Przemysłu Metalowego w Polsce. W tym samym roku wyjechał z Warszawy i pracował w Świeciu, a od 1932 w Zamościu. Po powrocie do Warszawy 1934–1938 był zatrudniony w fabryce turbin parowych, a 1937–1938 w Wytwórni Maszyn Precyzyjnych "Avia". Od 1931 członek KPP, wchodził m.in. w skład Komitetu Dzielnicowego (KD) Wola. W 1932 za działalność komunistyczną uwięziony na 5 miesięcy. Był kilkakrotnie aresztowany za udział w obchodach pierwszomajowych i kolejnych rocznic rewolucji październikowej.
W 1939 brał udział w kampanii wrześniowej. W grudniu tego roku nawiązał kontakty z byłymi członkami KPP i działaczami związkowymi. Był jednym z czołowych działaczy powstałej w 1940 grupy komunistycznej "Piątka Żoliborska". Wiosną 1941 grupa ta przystąpiła do Stowarzyszenia Przyjaciół ZSRR. W maju 1940 "Bronek" został dokooptowany do centralnego kierownictwa Stowarzyszenia i stanął na czele jego organizacji wojskowej "Gwardia Robotnicza". Brał udział w wydawaniu i kolportażu organów Stowarzyszenia - biuletynu "Wieści ze Świata", a następnie "Do zwycięstwa", przygotowywał także montaż drukarni. 23 października 1941 został aresztowany przez gestapo. Podczas rewizji znaleziono u niego czcionki drukarskie i materiały wybuchowe. Został rozstrzelany 28 maja 1942 w Lesie Sękocińskim koło Magdalenki.